# Bledi gozdni ščurek
Bledi gozdni ščurek (znanstveno ime Ectobius pallidus) je vrsta ščurka iz družine Ectobiidae,  ki je razširjena tudi v Sloveniji.

## Razširjenost
Bledi gozdni ščurek je razširjen od južne Anglije preko Belgije, Francije, Nizozemske, Nemčije, Švice, Italije, Slovenije, Španije, Portugalske do Severne Afrike, kjer je prisoten v Alžiriji in Tuniziji.

## Podvrste
Po Blatodea Species file so priznane štiri podvrste:
- E. pallidus chopardi Adelung, 1917
- E. pallidus minor Ramme, 1923
- E. pallidus pallidus (Turton, 1806) - type
- E. pallidus punctulatus (Fieber, 1853)